# Fairview & Campus Drive (Tranvía de Seattle)
Fairview & Campus Drive es una estación de la línea South Lake Union del Tranvía de Seattle. La estación es administrada por King County Metro. La estación se encuentra localizada en Fairview & Campus Drive en el Centro de Seattle, Washington. La estación de Fairview & Campus Drive fue inaugurada el 12 de diciembre de 2007.

## Descripción
La estación Fairview & Campus Drive cuenta con 1 plataforma central.

## Conexiones
La estación es abastecida por las siguientes conexiones: 
- King County Metro